# Eleccions prefecturals de Tòquio de 2013
Les eleccions prefecturals de Tòquio de 2013 o també les eleccions a l'assemblea metropolitana de Tòquio de 2013 (2013年東京都議会議員選挙, 2013-nen Tōkyō-to Gikai Giin Senkyo) es van celebrar el diumenge 23 de juny de 2013 a Tòquio, Japó. En aquestes eleccions es van triar els 127 membres que durant una legislatura de quatre anys compondran l'Assemblea Metropolitana de Tòquio. El sistema electoral fou entre quaranta-dos circumscripcions electorals amb set d'elles pel sistema d'escrutini uninominal majoritari i les trenta-cinc restants pel sistema de vot únic no transferible, el més comú al Japó.
El Partit Liberal Demòcrata (PLD) va prendre el control majoritari de l'Assemblea Metropolitana al Partit Demòcrata del Japó (PDJ) després que el primer ministre Shinzo Abe afirmés que les eleccions havien de guanyar-se "a qualsevol preu" per establir les bases d'una victòria del PLD a les eleccions a la Cambra de Consellers del mateix any. Abe va utilitzar la victòria per reivindicar el suport popular de les seves polítiques econòmiques "Abenomics". El Partit de la Restauració del Japó va tenir un mal rendiment després de les polèmiques declaracions del seu líder Tōru Hashimoto sobre les dones de confort, mentre que El Partit de Tots va obtenir guanys en l'assemblea després de distanciar-se del PRJ.